# Patró geomètric
Un patró geomètric és un patró mimètic multicolor en què predominen formes geomètriques o poligonals. Els patrons geomètrics, d'origen alemany, constitueixen una família de patrons mimètics que no és merament tipològica (com sí que és, per exemple, la clapejada), sinó que, a més a més, hi és discernible una filiació històrica entre els diversos patrons membres i llurs concrecions en models, essent els patrons i models no alemanys manifestament inspirats en els alemanys clàssics.
Els patrons geomètrics nasqueren durant la Primera Guerra Mundial al si de les forces armades alemanyes; llavors foren aplicats a avions (generalment en forma de rombes, hexàgons, etc.), a tancs i a cascos d'acer (en aquests, en forma de requadres inclinats, sovint trencant els angles). D'ací deriva el subconjunt de patrons estellats.

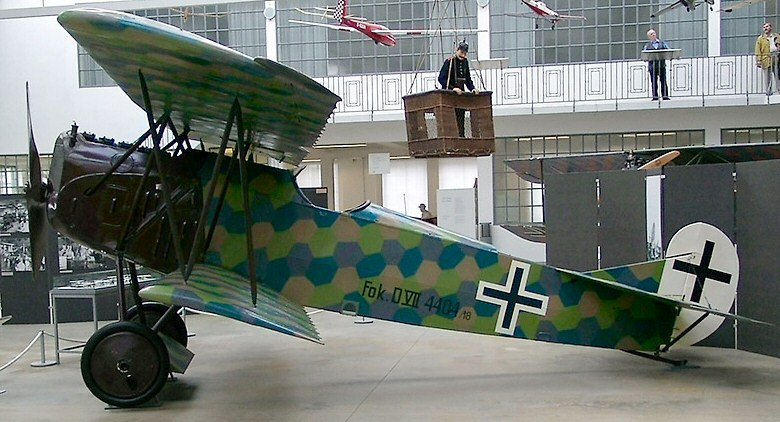
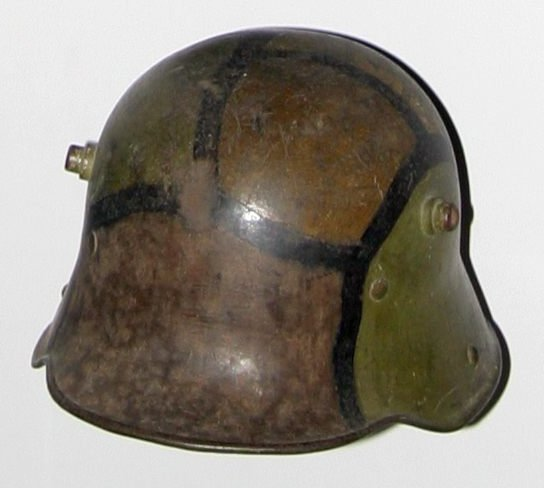

Exemples de patrons geomètrics alemanys de la Primera Guerra Mundial en avió i en casc 

## Patrons estellats
Els patrons estellats són un subconjunt de patrons geomètrics en què l'element principal consisteix en clapes de colors en forma d'estella, sobre fons llis, i generalment amb sobreimpressió d'un motiu pluvial. Els patrons estellats, sorgits als anys trenta, són d'aplicació específica per a uniformes militars i peces d'equipament; dit altrament, quan els patrons geomètrics s'apliquen a uniformes i equipament individuals reben el nom de patrons estellats. En alemany es coneixen com a Splittertarn ('camuflatge estellat'), Splittermuster ('patró estellat') i Splittertarnmuster ('patró mimètic estellat').

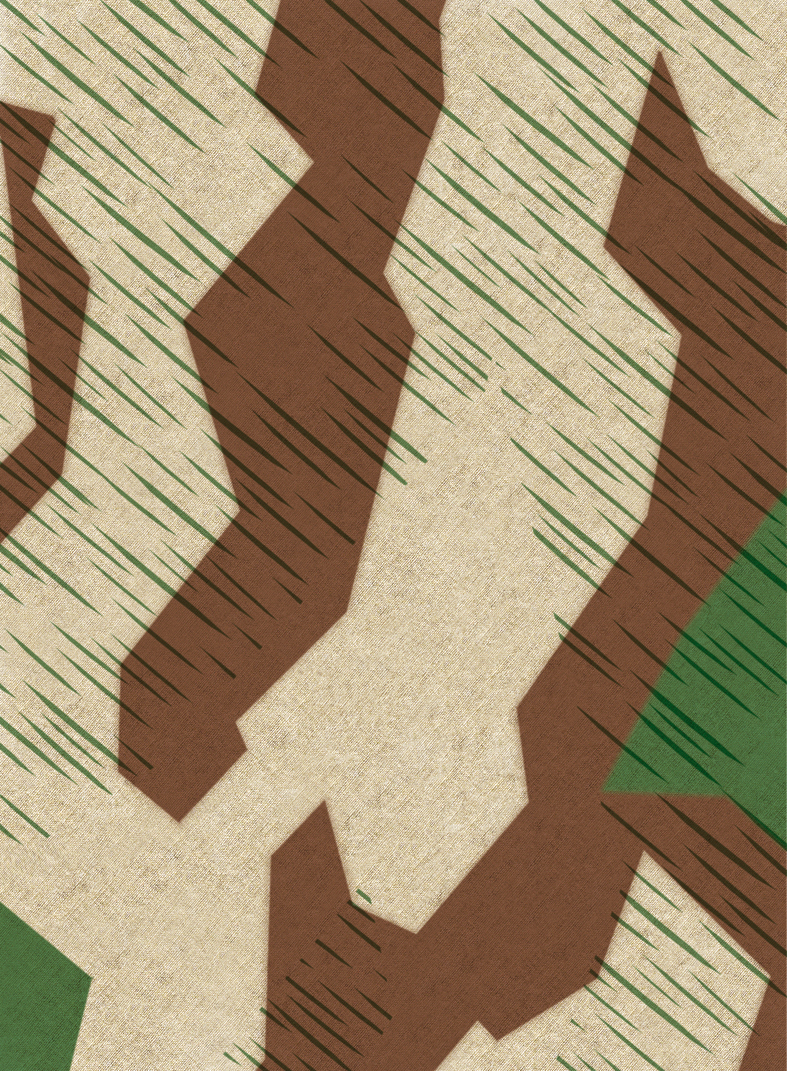
Patró estellat clàssic de la Zeltbahn 1931

### Tercer Reich
Els patrons estellats sorgeixen el 1931 en la tenda-ponxo de la Reichswehr (Zeltbahn 1931), de distribució massiva; era quadricolor i reversible, i continuà en ús sota la Wehrmacht nazi.
Durant la Segona Guerra Mundial la Wehrmacht nazi usà diversos patrons estellats amb sobreimpressió pluvial per a produir bruses (Tarnhemd) d'estiu i entretemps, així com altres peces de sobreuniforme, que podien ser reversibles, bé en versió estellat/nival, bé en versió primavera/tardor: sobretot, fundes mimètiques, sobrejaquetes d'hivern (a manera de parques), caputxes, guants i sobrepantalons. Extraoficialment també s'usà roba mimètica estellada (fins i tot reutilitzada de la Zetlbahn) per a confeccionar altres peces, com ara gorres de campanya m. 1943, motxilles, etc.
Llistem ací els patrons successius, amb la denominació atribuïda pels veterans i recollida per col·leccionistes i erudits, atès que, fora del cas del Leibermuster, s'ignoren les denominacions oficials que reberen els diversos patrons mimètics del Tercer Reich:
- Heeres-Splittermuster ('patró estellat de l'Exèrcit'), el mateix patró de la Zeltbahn en tant que aplicat a peces de roba, a partir de 1942;

- Luftwaffe-Splittermuster ('patró estellat de la Força Aèria'), lleugera modificació del patró de la Zeltbahn, d'ús específic de la Luftwaffe, a partir de 1941, i usat, per exemple, en bruses de salt de paracaigudista;

- Wehrmachts-Sumpfmuster 43 ('patró d'aiguamoll de la Wehrmacht'), de 1943, un estellat d'extrems i angles difuminats;

- Wehrmachts-Sumpfmuster 44, segona versió, de 1944, difuminació de l'anterior fins al punt que hom podria classificar-lo com a clapejat.

Emperò, el camuflatge estellat no fou pas l'únic d'emprat per la Wehrmacht.

### Postguerra: RFA

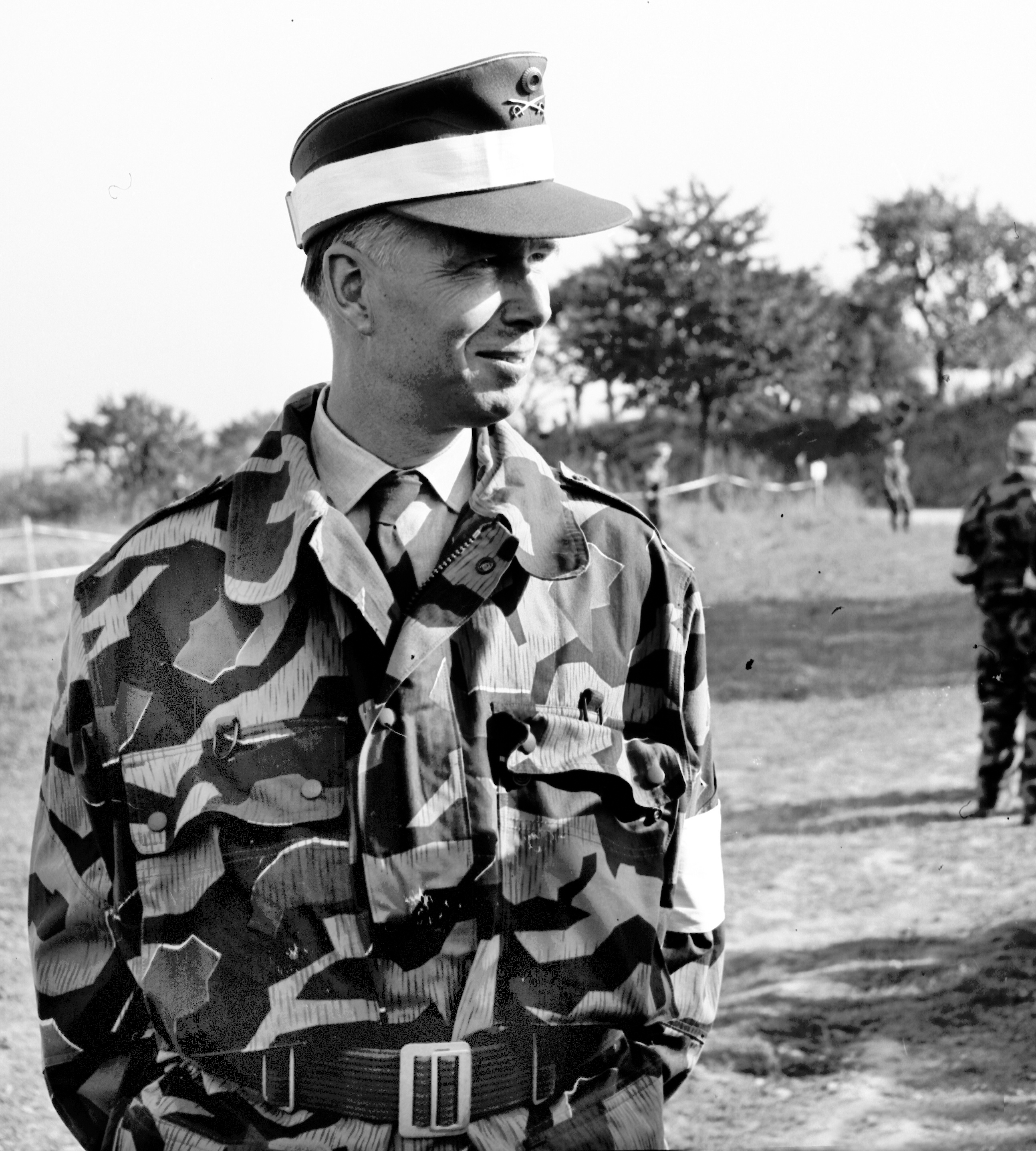
General de la Bundeswehr amb sobreuniforme en patró estellat BW-Splittermuster (v. 1959)

Ja en la postguerra, en produir-se el rearmament alemany, la RFA dotà les seves tropes amb patrons estellats sobreimpresos d'elements pluvials:
- els guardafronteres (Bundesgrenzschutz, BGS) reberen primer un sobreuniforme mimètic en el patró BGS-Splittermuster, derivat del patró clàssic de la Zeltbahn; però fou efímer (1951-1952). El substituïren, successivament, fins a tres versions (1952, 1959 i 1963) de BGS-Sumpfmuster, derivades dels patrons homònims de la Wehrmacht, i que estarien en vigor fins al 1976, en què hom passà a un uniforme llis en verd.

- les nounades forces armades (Bundeswehr) tingueren com a primer uniforme de campanya un sobreuniforme mimètic de dues peces en patró Bundeswehr-Splittermuster, basat en el de la Zeltbahn però discernible per fragments de vorell blanc resseguint les estelles; es duia per damunt de l'uniforme de feineig verd oliva. El sobreuniforme constava de sobrejaqueta-parca (Tarnjacke o Kampfjacke) i sobrepantaló multibutxaca (Tarnhose o Kampfhose), més caputxa (Kapuze) separable. Adoptat el 1956, fou suprimit el 1959 en adoptar-se el nou uniforme de campanya llis en verd oliva. Aquest patró estellat no s'aplicà a peces d'equipament[3] ni a fundes mimètiques, almenys a títol oficial.[4]

### Altres exèrcits

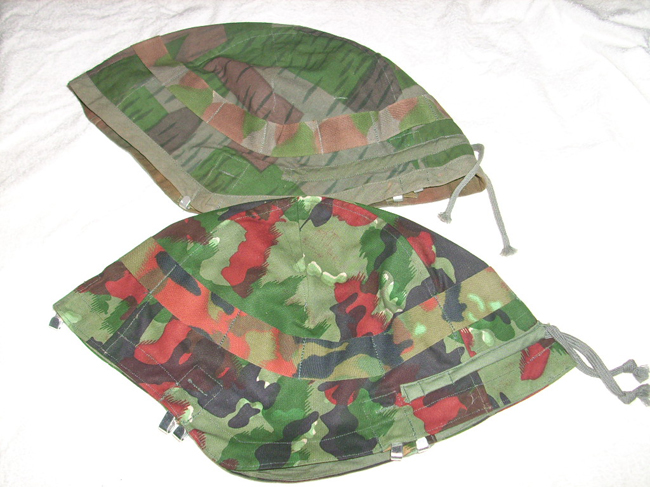
Fundes mimètiques suïsses: la superior presenta el patró estellat de la Zelteinheit 1901; la inferior n'és la substituta clapejada Alpenflage

Fora d'Alemanya, l'exèrcit suís fou el primer a adoptar una altra variant de patró estellat amb la tenda-ponxo m. 1938 (Zelteinheit 1901), reversible i en cinc colors. El patró fou aplicat, així mateix, a fundes mimètiques reversibles, fundes de piquetes, etc. Aquest patró fou suprimit, en principi, arran la introducció del patró Alpenflage el 1955; però, en la pràctica, i d'acord amb el costum suís, el conservaren els reservistes que l'havien rebut de dotació, de manera que encara a mitjans dels anys setanta es podien veure en ús, per exemple, fundes mimètiques en patró Zelteinheit durant maniobres militars.
A partir de 1948 les forces armades txecoslovaques desenvoluparen diversos patrons estellats basats en el Sumpfmuster, tot i que reservats, bé per a tendes-ponxo, bé per a uniformes de forces especials. També el revers del patró pluvial jehliči retirava a l'estil Sumpfmuster.
Durant la guerra freda les forces especials de l'exèrcit búlgar usaven uniformes mimètics estellats tricolors, amb element pluvial, en models de disseny propi (1953, 1963, 1979 i 1991).
Aproximadament entre 1956 i 1960, també les forces especials poloneses usaren un patró estellat de clara inspiració Zeltbahn.
Durant els anys seixanta i setanta la tenda-ponxo (Zeltblatt) austríaca era de camuflatge reversible, amb la cara secundària en un patró estellat, Steintarnung ('camuflatge rocós'), probablement derivat del Sumpfmuster de 1944.

El patró estellat de l'uniforme suec m. 1990

L'actual uniforme de campanya suec, m. 1990, mimètic, presenta patró estellat quadricolor en versió heterodoxa, i mancada de l'element pluvial. N'hi ha versió desèrtica, adoptada el mateix any.

### Influència i popularitat
El motiu pluvial present en els patrons estellats clàssics com a element secundari, fou la inspiració manifesta dels patrons pluvials apareguts a partir dels anys cinquanta.
Els patrons estellats de la Wehrmacht han esdevingut una icona, i avui dia es compten entre els més reproduïts comercialment per a ús de col·leccionistes i d'afeccionats a la reconstrucció històrica.